# حسان العسكري
حسان العسكري سياسي جزائري، شغل منصب وزير العمل والحماية الاجتماعية والتكوين المهني بحكومة حمداني.